# Dexteria floridana
Dexteria floridana là một loài tôm tiên đã tuyệt chủng trong họ Chirocephalidae, là loài duy nhất trong chi Dexteria. Dexteria floridana là loài đặc hữu của Florida, nơi mà chúng được tìm thấy trong một hồ nước ở phía nam của Gainesville. Ban đầu chúng được Ralph W. Dexter mô tả vào năm 1953 như một loài thuộc chi Eubranchipus. Loài này được tuyên bố tuyệt chủng vào ngày 5 tháng 10 năm 2011 vì người ta phát hiện thấy hồ nước duy nhất chứa quần thể đã bị lấp, do đó giết chết các con tôm trong hồ.